# 佩尔塞涅森林
佩尔塞涅森林（法語：Forêt de Perseigne，法語發音：[fɔʁɛ də pɛʁsɛɲ]）是法国西部卢瓦尔河地区大区萨尔特省的一片森林，占地约5100公顷，是诺曼底-曼恩地区自然公园的一部分。